# Timirjazevskaja (monorotaia di Mosca)
Timirjazevsakaja (in russo: Тимирязевская) è una stazione della monorotaia di Mosca. La stazione, inaugurata nel 2004, sorge tra i quartieri di Butyrskij e Timirjazevskij e costituisce il capolinea occidentale della linea.
A pochi metri di distanza dalla stazione, sorge l'omonima stazione posta lungo la Linea 9 della metropolitana di Mosca.